# SOs (joueur)
Kim Yoo-jin (coréen : 김유진), mieux connu sous son pseudonyme de jeu sOs, est un joueur professionnel coréen de StarCraft II, jouant Protoss. Il est le premier double champion du monde de StarCraft II, remportant le titre en 2013 et 2015. 
Kim a passé la majeure partie de sa carrière à jouer pour l'équipe Jin Air Green Wings, de 2013 à 2020 et a annoncé sa retraite du joueur professionnel en 2021.

## Carrière
En 2013, sOs il bat Lee Jaedong aux World Championship Series 2013 et obtient ainsi son premier titre de champion du monde,.
En 2015, il reprend son titre de champion du monde après avoir battu Life en finale.
En 2018, il a réalisé une autre belle performance dans le WCS. soS a battu son coéquipier de Jin Air Cho "Maru" Seong Ju 3:0 en quart de finale ; Maru était l'un des favoris après avoir remporté trois GSL d'affilée. sOs a perdu 0:3 contre Kim "Stats" Dae-yeob en demi-finale. 
sOs a quitté Jin Air Green Wings pour une nouvelle équipe coréenne, Team NV, en novembre 2020. En septembre 2021, sOs a annoncé sa retraite de StarCraft sur l'Instagram de Team NV. 

## Résultats
- 3-4e - 2013 WCS Saison 1 Corée GSL
- 2e - Saison 1 des WCS 2013
- 1er - Finales mondiales WCS 2013
- 2e - Red Bull Battle Grounds New York City
- 1er - IEM Saison VIII - Championnat du monde
- 1er - Coupe Hot6ix 2014
- 3-4 - Saison 2 de la Ligue mondiale StarCraft II 2015
- 1er - MSI Masters Gaming Arena 2015
- 3-4e - DreamHack Open 2015 : Stockholm
- 1er - Finales mondiales WCS 2015
- 2e - Saison 2 de la Ligue mondiale StarCraft II 2016
- 2e - Saison 3 de la Ligue mondiale StarCraft II 2017
- 2e - Saison XII des IEM 2018 - PyeongChang
- 2e - Super Tournoi AfreecaTV GSL 2 2018
- 3-4e - Finales mondiales WCS 2018[réf. nécessaire]

## Style de jeu
sOs est connu pour son jeu créatif, optant souvent pour des ordres de construction inhabituels et des « fromages » : des ouvertures non conventionnelles à haut risque et à haute récompense telles que la ruée vers le canon. Par exemple, lors de la finale de l'IEM Katowice 2014, sOs a ouvert avec la stratégie à très haut risque des passerelles proxy (placer des bâtiments de production dans la propre base de l'adversaire) deux fois de suite dans un meilleur des sept contre herO (Kim Joon-Ho) et a remporté les deux parties avec elle, et a remporté toute la série 4–1. 